# Prognathie
Als Prognathie wird bei Wirbeltieren die Form des Gebisses bezeichnet, bei der die Zahnbögen von Oberkiefer und Unterkiefer deutlich aus der Gesichtsfläche ragen, so dass sich eine so genannte Schnauze bildet.
Im Verlauf der Stammesgeschichte des Menschen wurde die ursprüngliche Prognathie der frühen Hominini schrittweise reduziert. Die ursprünglich parallel zueinander stehenden linken und rechten Gebissreihen der Backenzähne wurden zunehmend abgerundet, zudem wurden die Eckzähne kleiner. Das Gebiss des modernen Menschen ist daher parabelförmig gebaut und tritt kaum noch aus der Gesichtsfläche heraus.
In der Kieferorthopädie bezeichnet Prognathie eine als unerwünscht geltende Stellung des Oberkiefers, bei der die oberen Schneidezähne so weit vorne stehen bzw. die unteren so weit hinten, dass die obere und untere Schneidezahnreihe kein Scherengebiss bilden. Ein entsprechender Fehlbiss entsteht bei verkürztem Unterkiefer (mandibuläre Retrognathie).
Eine Gebissstellung, bei der ein vergleichsweise langer Unterkiefer einen kürzeren Oberkiefer überragt, bezeichnet man als mandibuläre Prognathie (Progenie). Hier stehen Kinn und Unterlippe vor. Durch den Fehlbiss, bei dem die Zahnoberflächen der oberen und unteren Zähne nicht harmonisch ineinander einrasten, sondern häufig Kante auf Kante stehen oder einander infolge falscher Druckbelastung verschieben, können Schäden an den Zähnen und am Zahnhalteapparat entstehen.
Insekten nennt man prognath, wenn der Kopf in Richtung der Körperachse ausgerichtet ist und entsprechend die Mundwerkzeuge nach vorn zeigen.

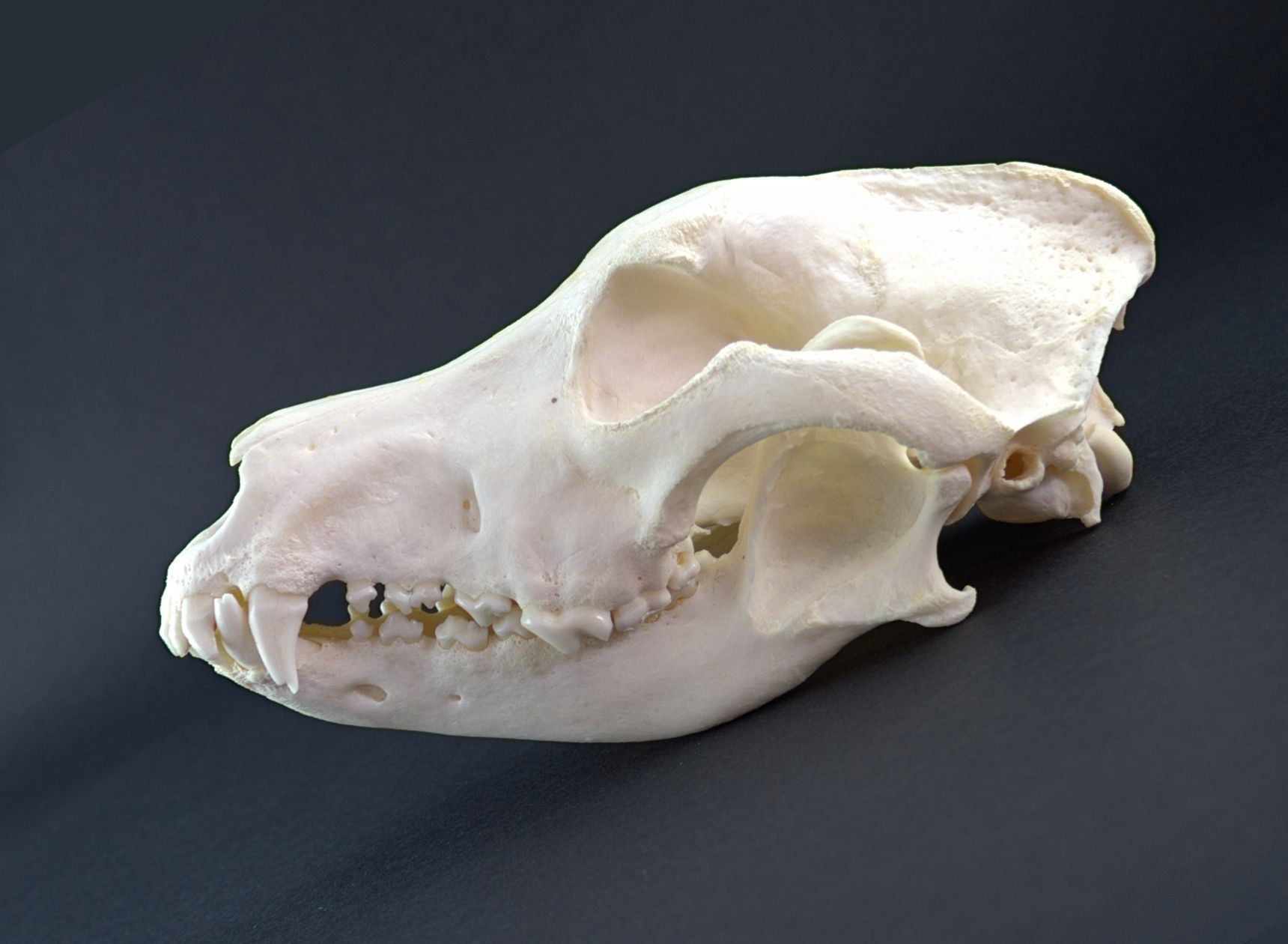
Schädel eines Hundes mit gesundem Scherengebiss
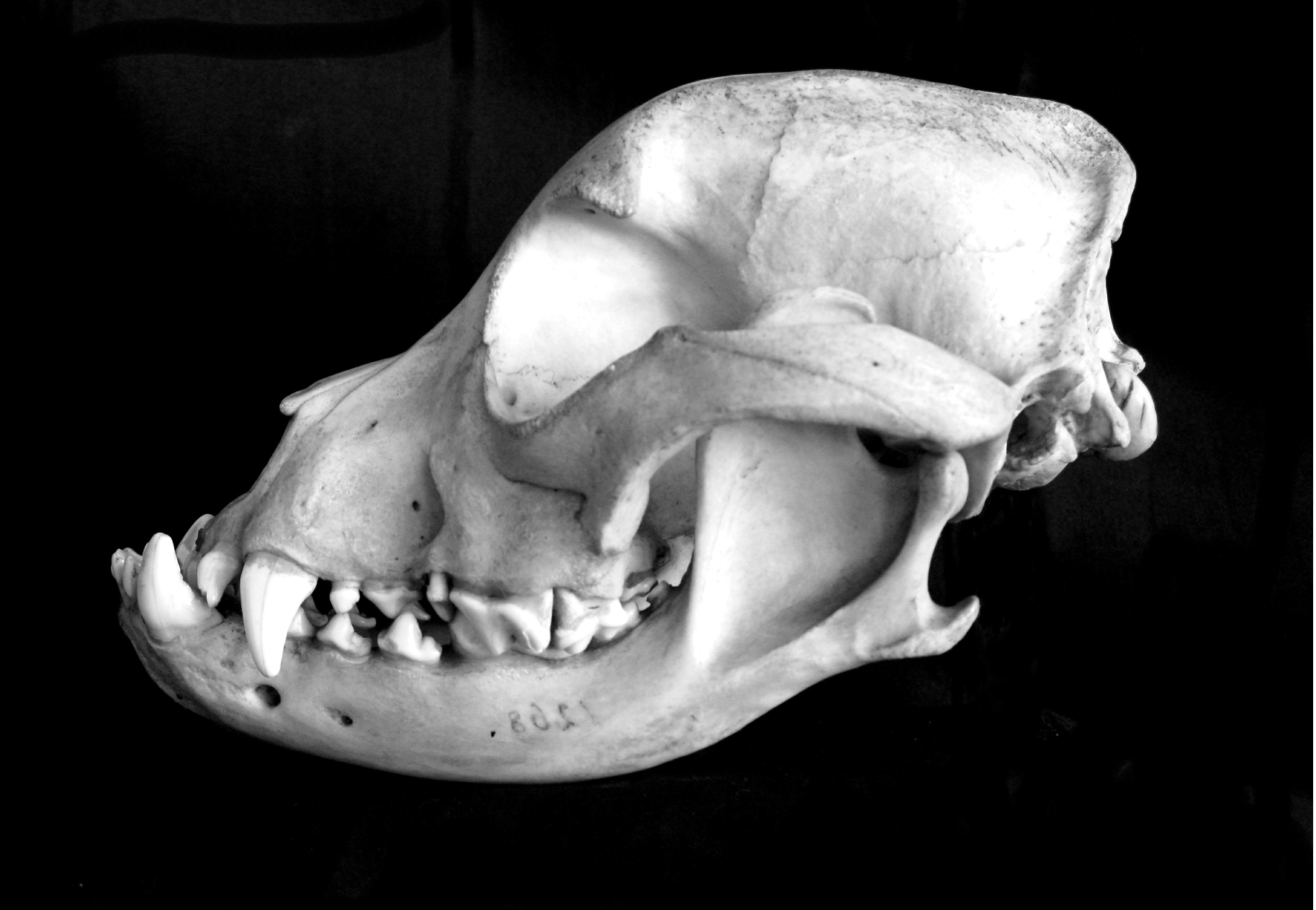
Schädel eines Hundes mit Vorbiss der unteren Schneidezähne
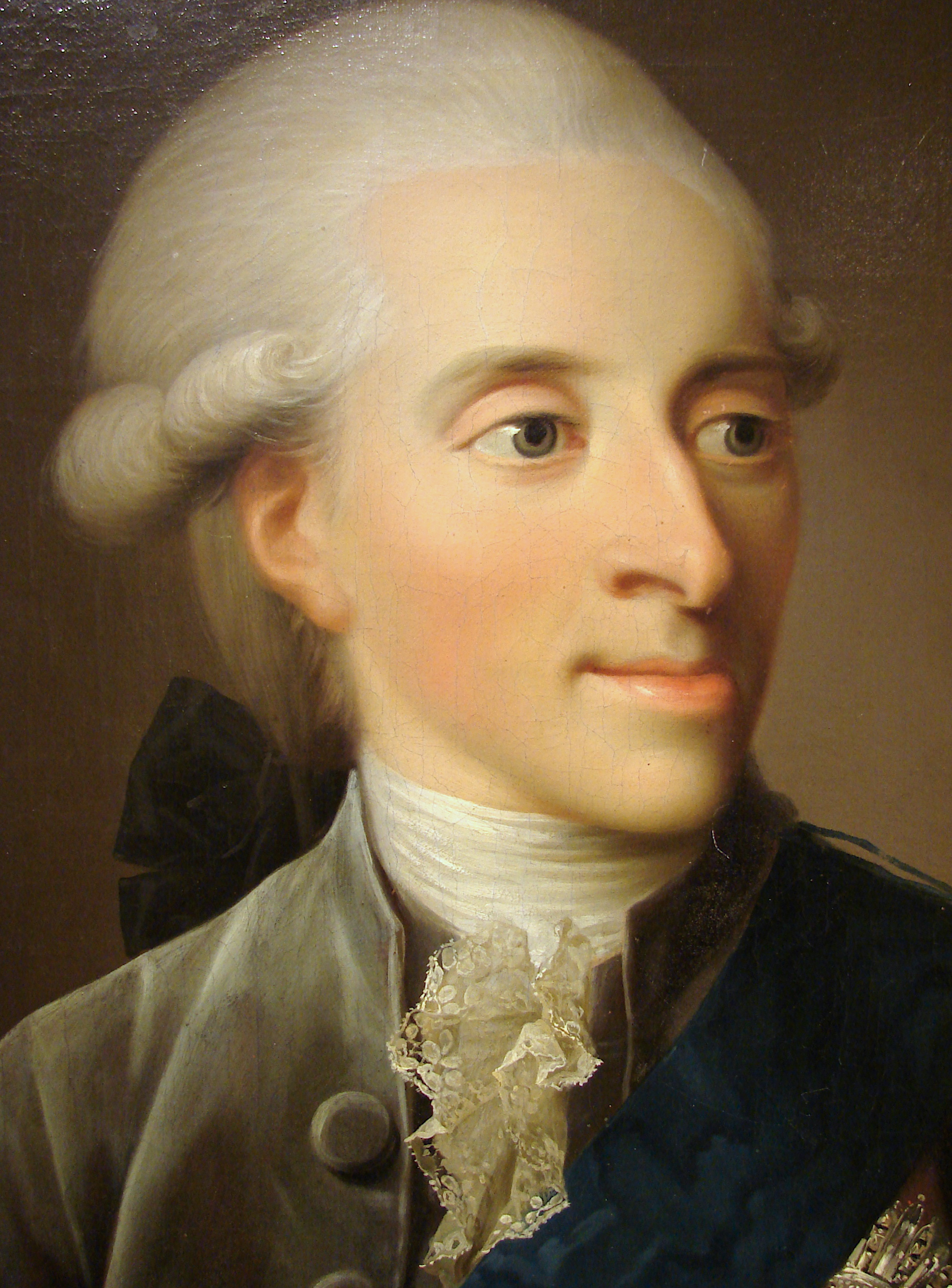
Friedrich, Prinz von Dänemark und Norwegen in einer zeitgenössischen Darstellung von Jens Juel (1785)
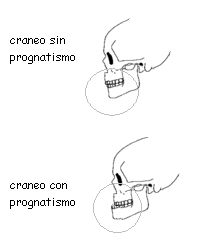
Blick auf die Sagittalebene: oben menschlicher Schädel ohne Prognathie, darunter mit prognathem Unterkiefer